# Ingolf Roßberg
Pour les articles homonymes, voir Rossberg.
Ingolf Roßberg, né le 22 mars 1961 à Dresde (Allemagne), est un ancien homme politique allemand du Parti libéral-démocrate (FDP).

## Biographie
De 1980 à 2020, Ingolf Roßberg est membre du FDP et du LDPD. Il est bourgmestre de Dresde de 2001 à 2008.
Il a travaillé comme consultant indépendant pour la gestion du trafic pour une entreprise de Hambourg.